# Marc Iavaroni
Marcus John "Marc" Iavaroni (ur. 15 września 1956 w Nowym Jorku) – amerykański koszykarz, występujący na pozycji skrzydłowego, mistrz NBA z 1983 roku, po zakończeniu kariery zawodniczej trener koszykarski.

## Osiągnięcia
NCAA
- Uczestnik rozgrywek Round of 32 turnieju NCAA (1976)
- Mistrz turnieju konferencji Atlantic Coast (1976)[2]
- Zaliczony do składu All-ACC Tournament Team (1976)[2]

NBA
- Mistrz NBA (1983)[1]

Inne
- Uczestnik rozgrywek Pucharu Koracia (1990/91)
- Awans do Serie A z Basket Brescia (1979)

Trenerskie
- Trener drużyny drugoroczniaków podczas Rising Stars Challenge (2007)